# 1960 год в музыке

## События
- Сформирована группа The Beatles
- Выходит первый альбом Адриано Челентано (Adriano Celentano con Giulio Libano e la sua orchestra)

## Награды
- «Грэмми» за альбом года — Боб Ньюхарт за «The Button-Down Mind of Bob Newhart»
- «Грэмми» за запись года — Перси Фэйт за тему к фильму «Летний курорт»
- «Грэмми» за песню года — тема к фильму «Исход»
- Лучшая песня согласно журналу Rolling Stone — «Georgia On My Mind» (Рэй Чарльз)
- Лучшая песня согласно журналу Огонёк — «Враги сожгли родную хату» (Марк Бернес)

## Выпущенные альбомы
- Adriano Celentano con Giulio Libano e la sua orchestra (Адриано Челентано)
- Furore (Адриано Челентано)
- Giant Steps (Джон Колтрейн)
- That's My Story (Джон Ли Хукер)
- House of the Blues (Джон Ли Хукер)
- I’m John Lee Hooker (Джон Ли Хукер)
- The Country Blues of John Lee Hooker (Джон Ли Хукер)
- Travelin' (Джон Ли Хукер)
- Testifying (Ларри Янг)
- Elvis Is Back! (Элвис Пресли)
- Anuradha (Рави Шанкар)
- G.I. Blues (Элвис Пресли)
- His Hand in Mine (Элвис Пресли)
- Genius + Soul = Jazz (Рэй Чарльз)
- Ella Wishes You a Swinging Christmas (Элла Фицджеральд)
- Hello, Love (Элла Фицджеральд)
- Ella Fitzgerald Sings Songs from “Let No Man Write My Epitaph” (Элла Фицджеральд)
- Nice 'n' Easy (Фрэнк Синатра)
- Rockin’ at the Hops (Чак Берри)

## Продажи
- Самый продаваемый сингл в США (Billboard Hot 100) — тема из фильма «Летний курорт» (Перси Фэйт)
- Самый продаваемый сингл в Великобритании — «It’s Now or Never» (Элвис Пресли)
- Самая продаваемая пластинка в СССР — «Московские окна» (Ирина Бржевская)
- Самый продаваемый альбом в США (Billboard Top 200) — звуковая дорожка к мюзиклу «Звуки музыки» (Джули Эндрюс и др.)
- Самый продаваемый альбом в Великобритании — звуковая дорожка к фильму «Тихоокеанская история»

## Родились

### Январь
- 4 января — Майкл Стайп — американский певец, музыкант и автор песен, вокалист группы R.E.M.
- 8 января — Дэйв Уэкл[англ.] — американский джазовый барабанщик
- 19 января — Семён Мильштейн (ум. 2018) — советский и российский трубач

### Февраль
- 16 февраля — Пит Уиллис[англ.] — британский музыкант и автор песен, основатель и гитарист группы Def Leppard
- 19 февраля — Kidd Creole[англ.] — американский исполнитель хип-хопа, участник группы Grandmaster Flash and the Furious Five

### Март
- 13 марта — Адам Клейтон — британский и ирландский музыкант, бас-гитарист группы U2
- 14 марта — Олег Кацура (ум. 2021) — советский и российский певец и музыкант

### Апрель
- 6 апреля — Андрей Шаталин (ум. 2023) — советский и российский рок-музыкант и автор песен, основатель и гитарист группы «Алиса»
- 8 апреля — Вадим Мазитов (ум. 1999) — советский и российский рок-музыкант и поэт
- 23 апреля — Стив Кларк (ум. 1991) — британский музыкант и автор песен, гитарист группы Def Leppard
- 25 апреля — Пол Бэйлофф (ум. 2002) — американский певец, вокалист группы Exodus
- 26 апреля — Роджер Тейлор — британский музыкант, барабанщик группы Duran Duran

### Май
- 10 мая — Боно — ирландский певец, музыкант и автор песен, вокалист группы U2
- 24 мая — Гай Флетчер[англ.] — британский музыкант, клавишник группы Dire Straits
- 27 мая — Александр Башлачёв (ум. 1988) — советский поэт и автор-исполнитель
- 30 мая — Хания Фархи (ум. 2017) — советская и российская эстрадная певица, актриса и композитор

### Июнь
- 1 июня — Саймон Гэллап — британский музыкант, басист группы The Cure
- 6 июня
  - Пелле Альсинг (ум. 2020) — шведский музыкант, барабанщик группы Roxette
  - Стив Вай — американский гитарист и композитор
- 20 июня — Джон Тейлор — британский музыкант, бас-гитарист группы Duran Duran

### Июль
- 3 июля — Винс Кларк — британский музыкант и автор песен, основатель групп Depeche Mode, Yazoo и Erasure
- 5 июля — Меир Банай (ум. 2017) — израильский певец, композитор и поэт-песенник
- 28 июля — Джонатан Голд (ум. 2018) — американский музыкальный и ресторанный критик

### Август
- 1 августа
  - Chuck D — американский рэпер, участник группы Public Enemy
  - Professor Griff[англ.] — американский рэпер, участник группы Public Enemy
- 4 августа — Штефан Кауфманн — немецкий музыкант, барабанщик группы Accept
- 14 августа — Сара Брайтман — британская певица (сопрано) и актриса
- 26 августа — Александр Лебедев-Фронтов (ум. 2022) — советский и российский художник и музыкант

### Сентябрь
- 3 сентября — Перри Бэмоунт — британский музыкант, клавишник, гитарист и басист группы The Cure
- 9 сентября — Вадим Степанцов — советский и российский певец, музыкант и автор песен, лидер группы «Бахыт-Компот»
- 20 сентября — Keef Cowboy[англ.] (ум. 1989) — американский исполнитель хип-хопа, участник группы Grandmaster Flash and the Furious Five
- 29 сентября — Уильям Рифлин (ум. 2020) — американский музыкант-мультиинструменталист

### Октябрь
- 4 октября — Лариса Белогурова (ум. 2015) — советская и российская актриса, певица и танцовщица
- 24 октября — Николай Петров (ум. 2002) — советский и российский гитарист, аранжировщик и музыкальный продюсер, участник групп «Ассоциация содействия возвращению заблудшей молодёжи на стезю добродетели», «Апрельский марш» и Nautilus Pompilius
- 27 октября — Олег Брыжак (ум. 2015) — советский и немецкий оперный певец (бас, баритон)

### Ноябрь
- 12 ноября — Моран (ум. 2018) — бельгийская певица
- 19 ноября — Мэтт Сорум — американский музыкант, барабанщик групп Guns N’ Roses и Velvet Revolver
- 24 ноября — Армен Григорян — советский и российский певец, музыкант и автор песен, основатель, вокалист и ритм-гитарист группы «Крематорий»

### Декабрь
- 2 декабря — Рик Сэведж[англ.] — британский музыкант и автор песен, основатель и басист группы Def Leppard
- 9 декабря — Иван Вишневский (ум. 2018) — советский и российский композитор и музыкальный журналист
- 13 декабря — Василий Кан (ум. 2020) — советский и российский трубач, дирижёр и музыкальный педагог

### Без точной даты
- Генри Лоус (ум. 1999) — ямайский музыкальный продюсер и звукоинженер

## Скончались
- 1 марта — Флорика Кристофоряну (73) — румынская оперная певица (драматическое сопрано, меццо-сопрано)
- 17 апреля — Эдди Кокран (21) — американский певец, гитарист и композитор
- 29 апреля — Пётр Алексеев (67) — советский домрист и дирижёр
- 6 мая — Пал Абрахам (67) — венгерский композитор и дирижёр
- 8 мая — Хуго Альвен (88) — шведский композитор, дирижёр, скрипач и художник
- 11 июля
  - Хесус Арамбарри-и-Гарате (58) — испанский композитор и дирижёр
  - Александр Асланов (85) — русский и американский дирижёр и композитор
- 24 июля — Ханс Альберс (68) — немецкий актёр и эстрадный певец
- 28 июля — Арнольд Альшванг (61) — советский музыковед
- 10 августа — Михаил Бакалейников (69) — американский режиссёр звукозаписи, кинокомпозитор и дирижёр русского происхождения
- 23 августа — Оскар Хаммерстайн II (65) — американский писатель, сценарист, продюсер и поэт-песенник